# Central African Republic League
Die Central African Republic League ist die höchste Fußballliga der Zentralafrikanischen Republik. Sie wurde 1968 gegründet. Die Liga wird vom Fédération Centrafricaine de Football, dem Dachverband des Fußballs in der Zentralafrikanischen Republik, ausgetragen.

## Bisherige Gewinner
- 1968: US Cattin
- 1969: Unbekannt
- 1970: Unbekannt
- 1971: Réal Olympique Castel
- 1972: Unbekannt
- 1973: Réal Olympique Castel
- 1974: Anges de Fatima Bangui
- 1975: Réal Olympique Castel
- 1976: AS Tempête Mocaf Bangui
- 1977: Stade Centrafricain Tocages Bangui
- 1978: Anges de Fatima Bangui
- 1979: Réal Olympique Castel
- 1980: USCA
- 1981: Publique Sportive Mouara
- 1982: Réal Olympique Castel
- 1983: Anges de Fatima Bangui
- 1984: AS Tempête Mocaf Bangui
- 1985: Stade Centrafricain Tocages Bangui
- 1986: Publique Sportive Mouara
- 1987: Unbekannt
- 1988: Anges de Fatima Bangui
- 1989: Stade Centrafricain Tocages Bangui
- 1990: AS Tempête Mocaf Bangui
- 1991: Forces Armées CA Bangui
- 1992: USCA
- 1993: AS Tempête Mocaf Bangui
- 1994: AS Tempête Mocaf Bangui
- 1995: Forces Armées CA Bangui
- 1996: AS Tempête Mocaf Bangui
- 1997: AS Tempête Mocaf Bangui
- 1998: Abgebrochen
- 1999: AS Tempête Mocaf Bangui
- 2000: Olympic Real de Bangui
- 2001: Olympic Real de Bangui
- 2002: Annulliert
- 2003: AS Tempête Mocaf Bangui
- 2004: Olympic Real de Bangui
- 2005: Anges de Fatima Bangui
- 2006: DFC 8
- 2007: Unbekannt
- 2008: Stade Centrafricain Tocages Bangui
- 2009: AS Tempête Mocaf Bangui
- 2010: Olympic Real de Bangui
- 2011: DFC 8
- 2012: Olympic Real de Bangui
- 2013/14: AS Tempête Mocaf Bangui
- 2014/15: Nicht ausgetragen
- 2015/16: DFC 8
- 2016: Olympic Real de Bangui
- 2016/17: Olympic Real de Bangui
- 2018: Stade Centrafricain Tocages Bangui
- 2018/19: AS Tempête Mocaf Bangui
- 2019/20: Abgebrochen
- 2020/21: DFC 8
- 2021/22: Olympic Real de Bangui
- 2022/23: Red Star FC Bangui
- 2023/24: AS Tempête Mocaf Bangui

## Anzahl der Meisterschaften
| Verein                                                        | Stadt  | Titel | Letzter Titel |
| ------------------------------------------------------------- | ------ | ----- | ------------- |
| Olympic Real de Bangui (einschließlich Réal Olympique Castel) | Bangui | 13    | 2021/22       |
| AS Tempête Mocaf Bangui                                       | Bangui | 12    | 2023/24       |
| Anges de Fatima Bangui                                        | Bangui | 5     | 2005          |
| Stade Centrafricain Tocages Bangui                            | Bangui | 5     | 2018          |
| DFC 8                                                         | Bangui | 4     | 2020/21       |
| Forces Armées CA Bangui                                       | Bangui | 2     | 1995          |
| Publique Sportive Mouara                                      | Bangui | 2     | 1986          |
| USCA                                                          | Bangui | 2     | 1992          |
| US Cattin                                                     | Bangui | 1     | 1968          |
| Red Star FC Bangui                                            | Bangui | 1     | 2023          |